# Peter Kerr, 12. markis af Lothian
 Der er for få eller ingen kildehenvisninger i denne artikel, hvilket er et problem. Du kan hjælpe ved at angive troværdige kilder til de påstande, som fremføres i artiklen.

Peter Francis Walter Kerr, 12. markis af Lothian KCVO (8. september 1922–11. oktober 2004) var en skotsk godsejer og britisk politiker. 

## Karriere
Peter Kerr var diplomat og politiker. Han var medlem af Overhuset i 1940–1999.
Under Suez-krisen i 1956 var han britisk delegeret ved FN's generalforsamling. I 1959 var han delegeret ved Europarådet, og han blev også  delegeret ved Vestunionen. I 1973–1977 var han medlem af Europa-Parlamentet. 
I flere omgange havde Peter Kerr poster som juniorminister, bl.a. i sundhedsminsteriet og i udenrigsministeriet. Han var også indpisker (whip) i Overhuset.
Fra 1977 til 1985 indsatte tronfølgeren (Charles, prins af Wales) ham i forskellige embeder i Hertugdømmet Cornwall. Peter Kerr blev bl.a. formand for prins Charles's råd for hertugdømmet. 

## Markis af Lothian
Peter Kerrs farfar (Admiral of the fleet lord Walter Talbot Kerr) og morfar (William Walter Raleigh Kerr) var begge mandlige efterkommere af  William Kerr, 5. markis af Lothian. 
Hans forældre var Marie Constance Annabel Kerr (1889–1929), der var datter af William Kerr, og Andrew William Kerr (1877–1929), der var sønnesøn af John Kerr (1794–1841), som var den 7. markis af Lothian.
I 1940 døde Philip Kerr, der var den 11. markis af Lothian. Philip Kerr efterlod sig ingen  børn, og titlen som den 12. markis af Lothian gik i arv til Peter Kerr, hvis far havde været fætter til Philip Kerr.
Ved Peter Kerrs død i 2004 blev hans ældste søn Michael Ancram (født 1945) den 13. markis af Lothian. Ved Michael Ancrams død uden sønner i 2024, blev Peter Kerrs yngste søn Lord Ralph Kerr (født 1957), den  14. markis af Lothian. Sønnesønnen John Walter Donald Peter Kerr (født 8. august 1988) er den aktuelle arving til titlen som markis af Lothian.

## Familie
Peter Kerr giftede sig med Antonella Newland (1922–2007) den 30. april 1943. De fik fire døtre og to sønner:
- Lady Mary Marianne Anne Kerr (født 20. marts 1944), hun giftede sig med Charles Graf von Westenholz (17. marts 1945 – 9. March 2006) den 6. april 1971. De fik tre sønner og har seks børnebørn:
  - Alexander Peter Frederick Graf von Westenholz (født 7. august 1971), han er forlovet med with Nia Wyn Jones. De har et barn:
    - Charles Peter Ralph von Westenholz (født 25. februar 2017)

  - Mark Henry Cosimo Graf von Westenholz (født 8. januar 1973), han giftede sig med  Melissa Sanders i 2005. De har tre sønner: 
    - Otto Charles Michael von Westenholz (født 19. september 2006)
    - Ferdinand Rupert Henry von Westenholz (født 7. juli 2008)
    - Albert Louis Alexander von Westenholz (født 21. december 2011)

  - Nicholas Anthony Philip Graf von Westenholz (født 4. november 1975), han giftede sig med Nicole A. Hayes. De har to børn:
    - Maximilian Alexander John von Westenholz (født 20. september 2007)
    - Isabella Charlotte Mary von Westenholz (født 19. oktober 2009)

- Michael Ancram, 13. markis af Lothian (7. juli 1945 – 1. oktober 2024). Den 7. juni 1975 giftede han sig med lady Jane Fitzalan-Howard, der er den 16. lady Herries af Terregles. De har to døtre og to børnebørn.

- Lady Cecil Nennella Therese Kerr (født 22. april 1948), den 1. juni 1974 giftede hun sig med Donald Angus Cameron, der er den 27. Chief for Clan Cameron (titel: Lochiel). De har fire børn og fem børnebørn:
  - Catherine Mary Cameron (født 1. marts 1975), hun er gift med Henry Trotter. De har to børn:
    - Alice Henrietta Trotter (født 12. maj 2009)
    - Alexander Donald Trotter (født 7. marts 2011)

  - Donald Andrew John Cameron, younger af Lochiel (nærmeste arving til posten som Chief for Clan Cameron) (født 26. november 1976), han er gift med Sarah Elizabeth Maclay. De har fire børn:
    - Donald Fergus Ralph Cameron (født 3. juli 2010)
    - Finnian Angus Peter Cameron (født 11 March 2012)
    - Rose Cameron (født 22. april 2014)
    - Ossian Francis Robert Cameron (født 8. oktober 2018)

  - Lucy Margot Therese Cameron (født 5. juli 1980)
  - Emily Frances Cameron (født 18. januar 1986)

- Clare Amabel Margaret Kerr (født 15. april 1951), hun giftede sig med  James Oliver Charles FitzRoy, jarl af Euston (1947–2009) den 16. september 1972. I 1970–2009 var James FitzRoy den nærmeste arving til titlen som hertug af Grafton. Clare og James fik fem børn, og de har seks børnebørn: 
  - Lady Louise Helen Mary FitzRoy (født 11. juni 1973), omkring 2008 giftede hun sig med  Charles Jerome Vaughan. De har én datter:
    - Cristabel Mary Vaughan (født 18. juni 2008)

  - Lady Emily Clare FitzRoy (født 6. december 1974), hun giftede sig med Connor Mullan i 2008.  De har to døtre:
    - Constance Mullan (født 2009)
    - Nancy Rose Mullan (født juli 2012)

  - Henry FitzRoy, 12. hertug af Grafton (født 6. april 1978), den 14. august 2010 giftede han sig med Olivia Margaret Sladen, datter af Simon Hogarth Sladen. De har tre børn.
  - Lady Charlotte Rose FitzRoy (født 10. marts 1983)
  - Lady Isobel Anne FitzRoy (født 1985)

- Lady Elizabeth Marion Frances Kerr (født 1954), den 31. oktober 1981 giftede hun sig med Richard Scott, 10. hertug af Buccleuch. De har fire børn:
  - Lady Louisa Jane Therese Montagu Douglas Scott (født 1. oktober 1982), den 28. maj 2011 giftede hun sig med Rupert James Trotter. De har tre børn:
    - Molly Elizabeth Jane Trotter (født 20. august 2012)
    - Robin Peter Trotter (født 21. maj 2014)
    - Iris Julia Trotter (født 18. april 2017)

  - Walter Scott, jarl af Dalkeith  (født 2. august 1984), den 22. november 2014 giftede han sig med Elizabeth Cobbe.
  - Lord Charles David Peter Montagu Douglas Scott (født 20. april 1987)
  - Lady Amabel Clare Alice Montagu Douglas Scott (født 23. juni 1992)

- Ralph William Francis Joseph Kerr, 14. markis af Lothian (født 1957), han giftede sig med Lady Virginia FitzRoy den 6. september 1980 og blev skilt i 1987. I 1988 giftede han sig igen. Denne gang med Marie-Claire Black. De har seks børn:
  - John Walter Donald Peter Kerr, jarl af Ancram (født 8. august 1988) (arving til titlen som markis af Lothian)
  - Frederick James Michael Ralph Kerr (født 1989)
  - Francis Andrew William George Kerr (født 1991)
  - Amabel Amy Antonella Kerr (født 5. januar 1995)
  - Minna Alice Priscilla Elizabeth Kerr (født 31. marts 1998)
  - Hugh Alexander Thomas Joseph Kerr (født 15. august 1999)